# Скультори, Диана
Диана Скультори (итал. Diana Scultori Ghisi; также известна как Диана Гизи (итал. Diana Ghisi) и Диана Мантована итал. Diana Mantovana (Mantuana); 1547[…], Мантуя, Мантуя — апрель 1612[…], Рим) — итальянская художница: живописец, скульптор и гравёр резцом на меди.

## Биография
Диана Скультори родилась в 1547 году в городе Мантуя — центре одноимённой провинции в итальянской области Ломбардия в семье художника-гравёра Джованни Баттисты Скультори из Мантуи и его жены Осанны из Акванегры. Её братом был Адамо Скультори (ок. 1530—1585), который также пошёл по стопам отца, выбрав искусство делом своей жизни.
Первые уроки художественного мастерства Диана Скультори брала у отца и брата. Её первые самостоятельные работы датируются 1560 годом.

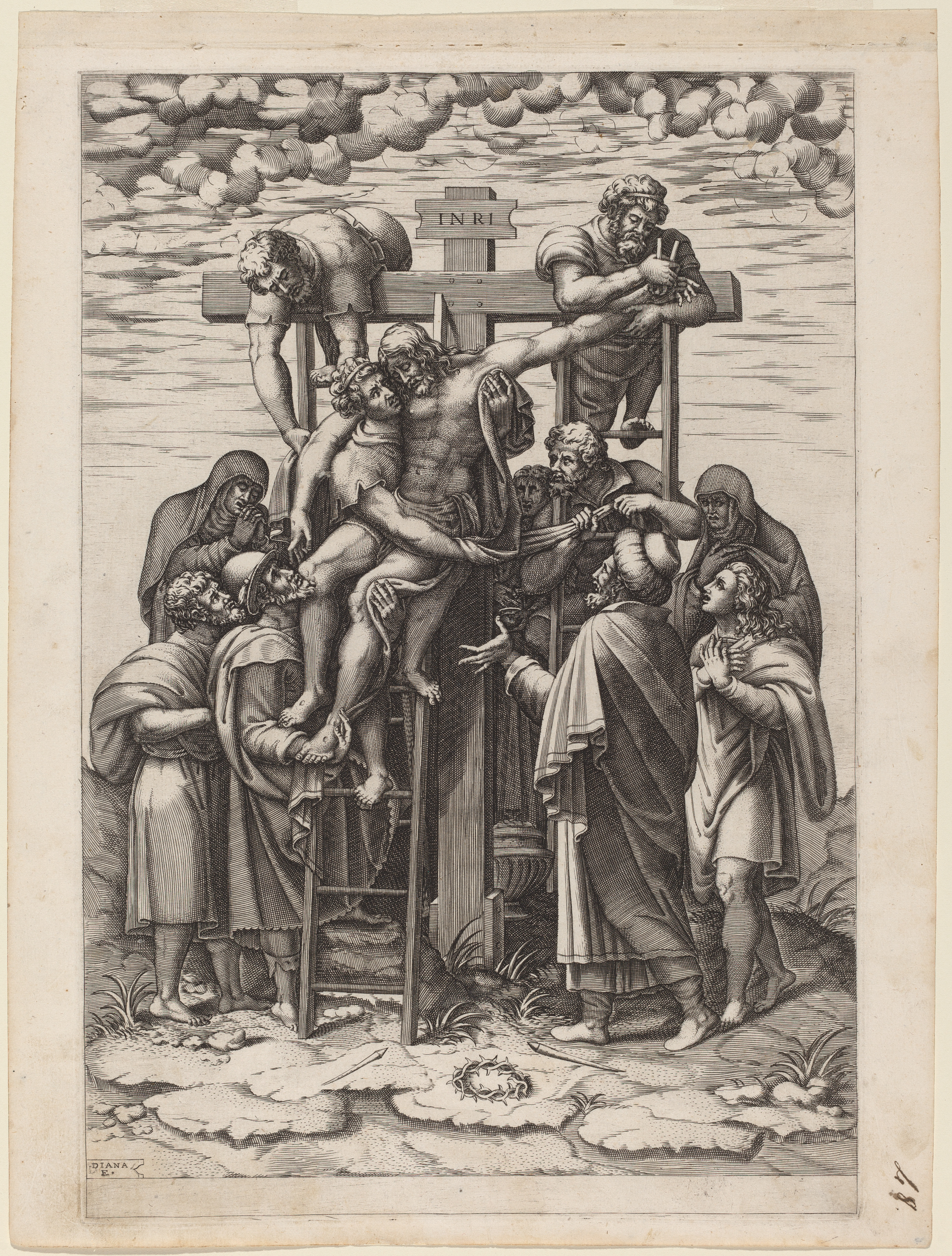
Снятие с креста. 1570. Гравюра резцом на меди

Около 1565 года в Мантуе она познакомилась со скульптором и архитектором Франческо Каприани да Вольтерра (1535—1594), за которого впоследствии вышла замуж. В 1575 году супруги вместе отправились в Рим, где Скультори стала единственной женщиной, получившей папскую привилегию публиковать свои гравюры, основанные на фресках Джулио Романо. Она также черпала вдохновение в работах других художников, таких как Джулио Кловио, Даниеле да Вольтерра, Федерико Цуккаро, Рафаэллино да Реджо, и в античной скульптуре для гравюры «Speculum Romanae Magnificantiae». В 1580 году она стала одной из первых женщин, ставших членом Папской академии изящных искусств и словесности виртуозов при Пантеоне и «Compagnia di San Giuseppe di Terra Santa», что говорит о её всеобщем признании как талантливой художницы. Свои произведения она подписывала «Diana Mantuana, civis Vollaterrana».
Каприани и Скультори жили в итальянской столице недалеко от Виа делла Скрофа. У них родился сын Джованни Баттиста, которого назвали в честь деда и крестили 11 сентября 1577 года в базилике Святого Августина на Марсовом поле.
После смерти Каприани Диана Скультори снова вышла замуж в 1596 году, на этот раз за архитектора Джулио Пелоси (итал. Giulio Pelosi), с которым жила на Виа дель Корсо.
Диана Скультори стала первым гравёром, использовавшим название компании на своих печатных формах («DIANA MANTOVANA» или «DIANA CIVIS VOLATERRANA» или «DIANA INCIDEBAT»). Наиболее известны её гравюры: «Грешница перед Спасителем», «Положение Христа в гроб», «Гораций Коклес переплывает Тибр».
Диана Скультори умерла в самом начале апреля 1612 года и была похоронена 5 апреля в базилике Сан-Лоренцо-ин-Лучина.